# John Day (accademico)
John Day (1948) è un biblista britannico.
Ha tenuto il title of distinction di professore di studi veterotestamentali presso la Facoltà di teologia e religione all'Università di Oxford dal 2004 al 2013, ed è stato un fellow, tutor di teologia e dean of degrees al Lady Margaret Hall. Nel 2013 ha ottenuto una fellowship emerita presso quest'ultimo.

## Libri
- God's Conflict with the Dragon and the Sea: echoes of a Canaanite myth in the Old Testament (1985)
- Molech: a god of human sacrifice in the Old Testament (1989)
- Psalms (1990)
- Wisdom in Ancient Israel: essays in honour of J. A. Emerton (1995)
- King and Messiah in Israel and the ancient Near East: proceedings of the Oxford Old Testament Seminar (1998)
- Yahweh and the gods and goddesses of Canaan (2000)
- Temple and Worship in Biblical Israel: proceedings of the Oxford Old Testament Seminar (2005)
- In Search of Pre-Exilic Israel: proceedings of the Oxford Old Testament Semina (2008)